# Pharnaciini
Pharnaciini là một tông trong Bộ Bọ que gồm có 5 chi trong tông này.

## Các chi
1. Baculonistria Hennemann & Conle, 2008
2. Pharnacia Stål, 1877
3. Phobaeticus Brunner von Wattenwyl, 1907
4. Phryganistria Stål, 1875
5. Tirachoidea Brunner von Wattenwyl, 1893

## Một số loài
- Sadyattes chani được tìm thấy ở vùng Borneo châu Phi. Loài côn trùng này có kích thước ấn tượng với chiều dài tới 360 mm.
- Phryganistria heusii yentuensis của Việt Nam, loài côn trùng này có tên dân dã là bọ que. Chúng có kích thước lên tới 320 mm và đứng thứ hai. Loài côn trùng còn có kích thước lớn hơn nhiều. Mỗi càng trước dài lên tới 210 mm. Để tìm ra loài bọ que này, các nhà nghiên cứu đã phải đập cho tới khi chúng chịu cử động.